# 2025 au Cambodge
Cet article présente les faits marquants de l'année 2025 au Cambodge.

## Évènements
- 5 janvier : le journaliste britannique Gerald Flynn, qui investiguait depuis 2019 sur les sujets environnementaux au Cambodge se voit refuser l’entrée sur le territoire, après avoir été placé sur une liste noire par le gouvernement[1],[2].
- 7 janvier : l’ex-député d’opposition Lim Kimya est assassiné à Bangkok[3],[4].
- 23 janvier : une distribution d'argent et de nourriture chez l'homme d'affaires Sok Kong (en), pour le Nouvel An lunaire, dégénère en bousculade et fait 4 morts[5].
- 25 janvier : le gouvernement dépose un projet de loi visant à sanctionner la négation du génocide cambodgien[6].
- 24 juillet : au moins 12 personnes, dont 11 civils, sont tuées dans des échanges de tirs entre les armées cambodgienne et thaïlandaise à la frontière entre les deux pays[7].

## Décès
- 17 janvier : François Ponchaud, prêtre catholique missionnaire au Cambodge, auteur de plusieurs ouvrages sur le pays, traducteur de la Bible en khmer[8].